# 생방송 변호사
《생방송 O변호사》는 대한민국의 MBC에 방송됐던 교양 텔레비전 프로그램이다.

## 기획 의도
법으로 해결이 어렵고, 혼자 풀 수도 없는 갖가지 개인 문제를 전문가와 시청자가 함께 풀어하는 법률 및 인생상담 프로그램이다.

## 방송 일정
- 1994년 4월 11일 ~ 1995년 4월 10일 : 매주 월요일 밤 10시 55분 ~ 11시 50분

## 진행자
- 오세훈 (1994년)
- 배금자 (1994년)
- 신기남 (1994 ~ 1995년)

## 에피소드 목록

### 1994년
- 4월 11일 내 아들을 살려주세요!<첫회>
- 4월 18일 : 누가 진짜 아내인가?
- 4월 25일 : 이혼녀의 눈물
- 5월 2일 : 기저귀 아줌마의 빼앗긴 행복
- 5월 9일 : 성폭행 그후, 언니의 침묵
- 5월 16일 : 위험한 선택, 미인 만들기
- 5월 30일 : 침해 받은 인권 AIDS
- 6월 6일 : 아버지의 유산
- 6월 13일 : 우리 부부는 억울합니다, 성폭행에 부당해고까지
- 6월 27일 : 눈 뜨고 당한 전세사기
- 7월 4일 : 재혼의 조건
- 7월 11일 : 누명
- 7월 18일 : 교통사고 무엇이 궁금하십니까?
- 7월 25일 : 남편의 음모
- 8월 1일 : 울지 않는 아이
- 8월 8일 : 카드 대출의 함정
- 8월 22일 : 신혼 파경
- 8월 29일 : 지은이의 마지막 여름캠프
- 9월 5일 : 잃어버린 성
- 9월 12일 : 층간소음 아파트
- 9월 26일 : 숨겨둔 여자
- 10월 3일 : 장난의 끝
- 10월 10일 : 집 날린 빛보증
- 10월 17일 : 아들의 죽음
- 10월 24일 : 비정의 의봇아버지
- 10월 31일 : 흔들리는 내 집 <오변호사 배변호사 마지막 방송>
- 11월 7일 : 모두가 잃은 여자 <신변호사 첫 방송>
- 11월 14일 : 그가 버린 내 자식
- 12월 5일 : 지참금 2억원의 상처
- 12월 12일 : 여성인가, 남성인가
- 12월 26일 : 어떻게 됐습니까?

### 1995년
- 1월 9일 : 의처증이 종말
- 1월 16일 : 남편의 도박빛 아내가 갚나
- 1월 23일 : 남편을 살려주세요
- 2월 6일 : 사망신고가 부른 생이별
- 2월 20일 : 유혹,날씬한 다리
- 2월 27일 : 무고 간통죄
- 3월 6일 : 아내가 남편을 의심할 때
- 3월 13일 : 볼륜의 씨앗
- 3월 20일 : 뱀귀신이 붙었어
- 3월 27일 : 달아난 아내
- 4월 3일 : 딸 셋 낳은 죄
- 4월 10일 : 스타지망생 울린 연예사기 <신변호사 종영>

## 타이틀 변천사
| 기수 | 타이틀                   | 방송 기간                          |
| ---- | ------------------------ | ---------------------------------- |
| 1기  | 생방송 오변호사 배변호사 | 1994년 4월 11일 ~ 1994년 10월 31일 |
| 2기  | 생방송 신변호사          | 1994년 11월 7일 ~ 1995년 4월 10일  |

## 같이 보기
- 법률
- TV로펌 솔로몬

| MBC TV 월요일 밤 11시대 프로그램                              | MBC TV 월요일 밤 11시대 프로그램                              | MBC TV 월요일 밤 11시대 프로그램                    |
| 이전 작품                                                     | 작품명                                                        | 다음 작품                                           |
| ------------------------------------------------------------- | ------------------------------------------------------------- | --------------------------------------------------- |
| 세상사는 이야기 (1993년 5월 24일 ~ 1994년 4월 4일)            | 생방송 오변호사 배변호사 (1994년 4월 11일 ~ 1994년 10월 31일) | 생방송 신변호사 (1994년 4월 11일 ~ 1995년 4월 10일) |
| 생방송 오변호사 배변호사 (1994년 4월 11일 ~ 1994년 10월 31일) | 생방송 신변호사 (1994년 4월 11일 ~ 1995년 4월 10일)           | 김한길과 사람들 (1995년 4월 17일 ~ 1996년 1월 8일)  |